# کوپا د لا رینا

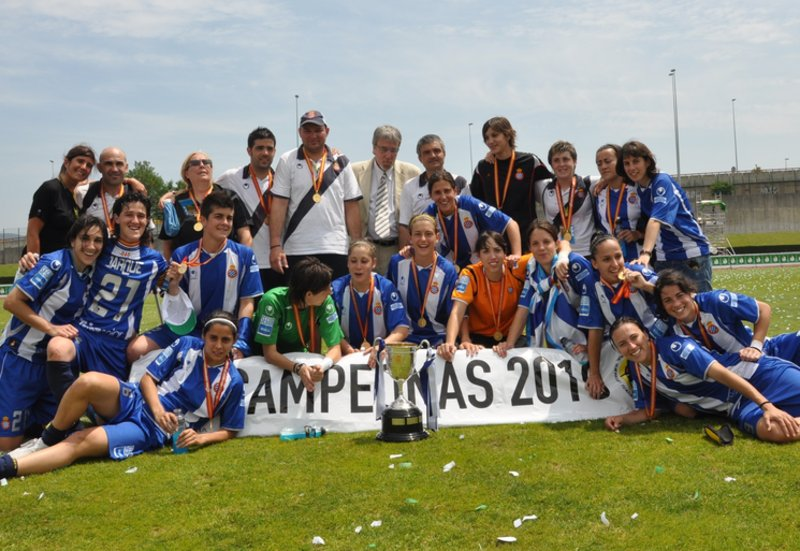
قهرمانی تیم زنان اسپانیول در «کوپا د لا رینا» سال ۲۰۱۰

کوپا د لا رینا (به اسپانیایی: Copa de la Reina) مسابقات جام حذفی سالانه برای تیم‌های فوتبال اتحادیه فوتبال زنان اسپانیا است که توسط فدراسیون فوتبال سلطنتی اسپانیا برگزار می‌شود. نام کامل آن Campeonato de España - Copa de Su Majestad la Reina (قهرمانی اسپانیا - جام اعلیحضرت ملکه) است.